# Werdenberg (Adelsgeschlecht)

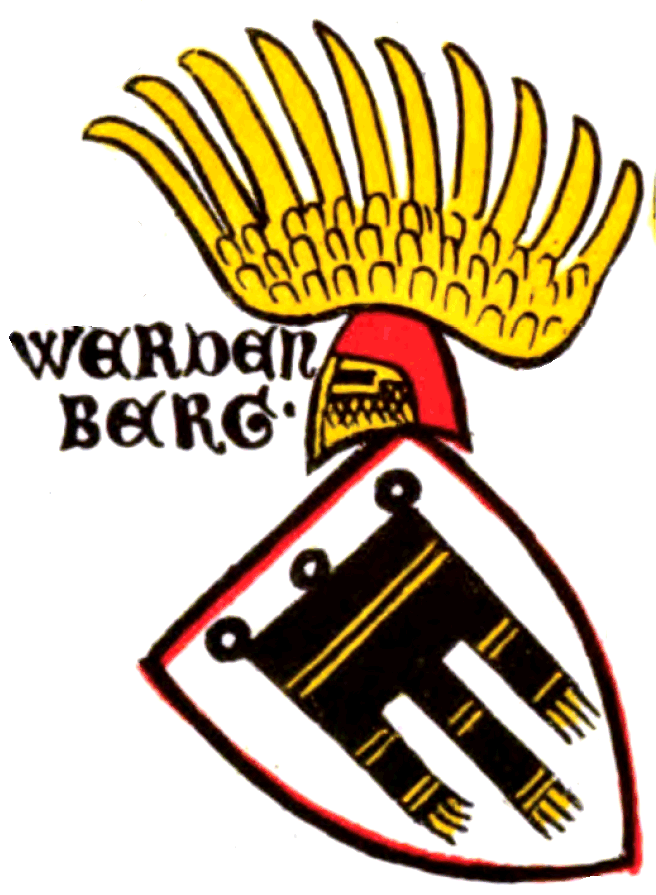
Wappen derer von Werdenberg in der Zürcher Wappenrolle

Die Grafen von Werdenberg, nach der Burg Werdenberg (erbaut um 1228) in der heutigen Gemeinde Grabs im Kanton St. Gallen benannt, waren ein schwäbisches Hochadelsgeschlecht, dessen Herrschaftsschwerpunkte im Alpenrheintal, an der oberen Donau und auf der Schwäbischen Alb lagen.
Sie gingen nach einem von ca. 1245–60 dauernden Teilungsprozess als eigener Zweig aus dem Grafengeschlecht derer von Montfort hervor. Als Stammvater gilt Rudolf von Montfort, der 1243 in Italien im kaiserlichen Gefolge und in Chur an der Spitze des rätischen Adels erscheint.
1258–60 übernahmen Hartmann und Hugo ihren Anteil am verbliebenen gemeinsamen Montforter Besitz und Dienstadel. Kurz darauf teilten auch sie das Erbe und gründeten bis ca. 1290 die beiden Hauptlinien Werdenberg-Heiligenberg und Werdenberg-Sargans.
Ende des 14. Jahrhunderts geriet die Familie zunehmend unter den Druck der Habsburger, deren territoriale Interessen sich auf das Rheintal richteten.
In der sogenannten Werdenberger Fehde, in der sich Österreich mit dem Churer Bischof Hartmann von Werdenberg und den Werdenberg-Sargans gegen die Werdenberg-Heiligenberg verbündet hatten, verloren Letztere bis auf die Grafschaft Werdenberg fast den ganzen Besitz. Die Linie Werdenberg-Sargans musste ihrerseits 1396 unter finanziellem Druck die Grafschaft Sargans an Österreich verpfänden, kurz darauf Rheineck, Altstätten und die Reichsvogtei im Rheintal preisgeben und sich in ihre oberrätischen Herrschaften zurückziehen.

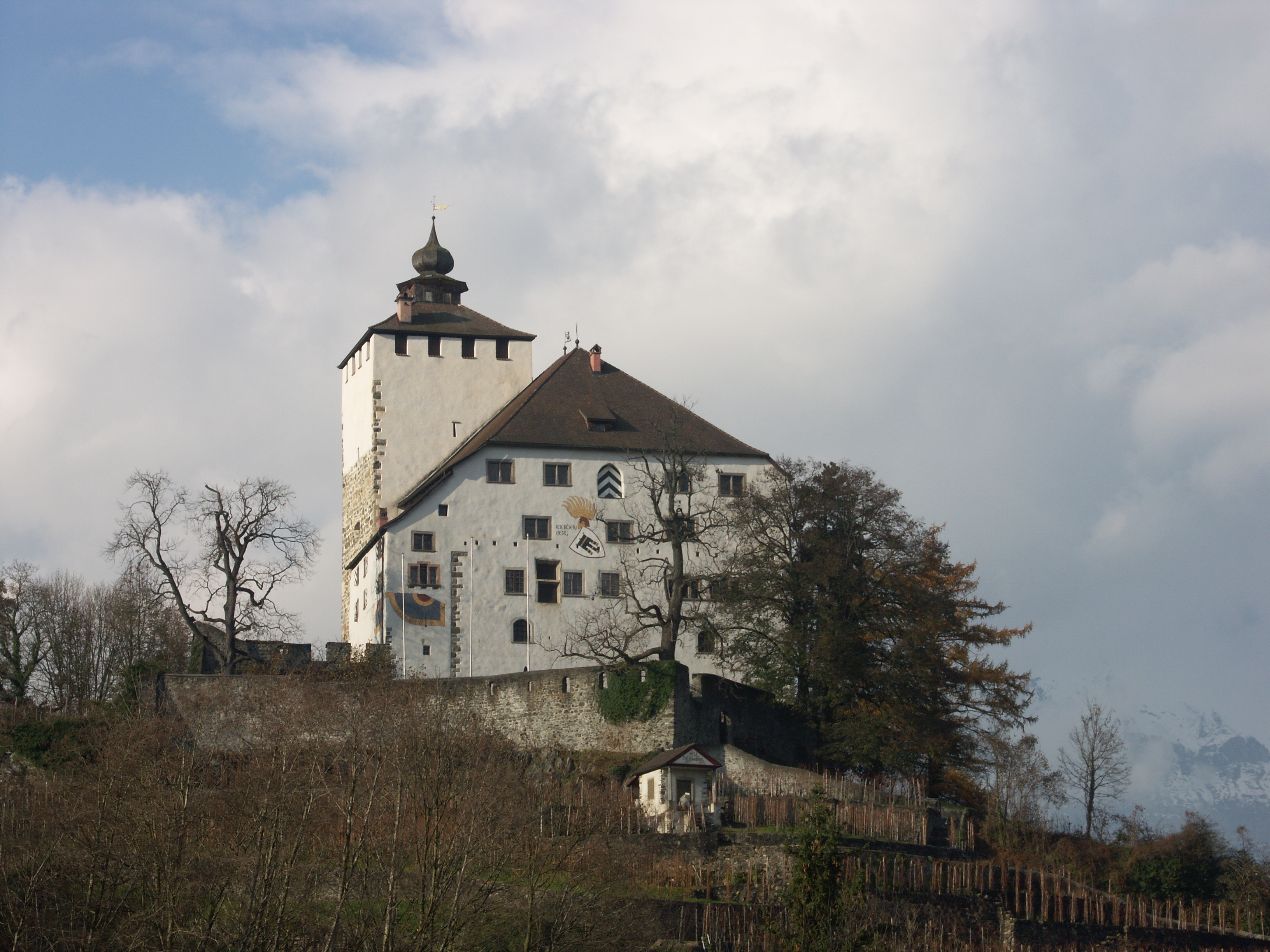
Schloss Werdenberg

Anfang des 16. Jahrhunderts übte vor allem die Linie Werdenberg-Heiligenberg-Sigmaringen-Trochtelfingen einen sehr großen Einfluss aus. Als Berater König/Kaiser Maximilians war Haug von Werdenberg (Hugo XI.) maßgeblich an der Gründung des Schwäbischen Bundes beteiligt und amtierte als dessen erster Bundeshauptmann. 1534 starb das Geschlecht im Mannesstamm aus.
Mit dem mährischen Geschlecht der Grafen von Werdenberg zu Namiest (den Nachkommen des geadelten habsburgischen Diplomaten Johann Baptist Verda von Verdenberg von Tessiner Herkunft) besteht keine Verwandtschaft, obwohl die mährischen Werdenberg ebenfalls die Montfort'sche Kirchenfahne im Wappen führten. 1846 gelangten Titel und Wappen der Werdenberg zu Namiest an die Fürsten Lichnowsky.

## Geschichte

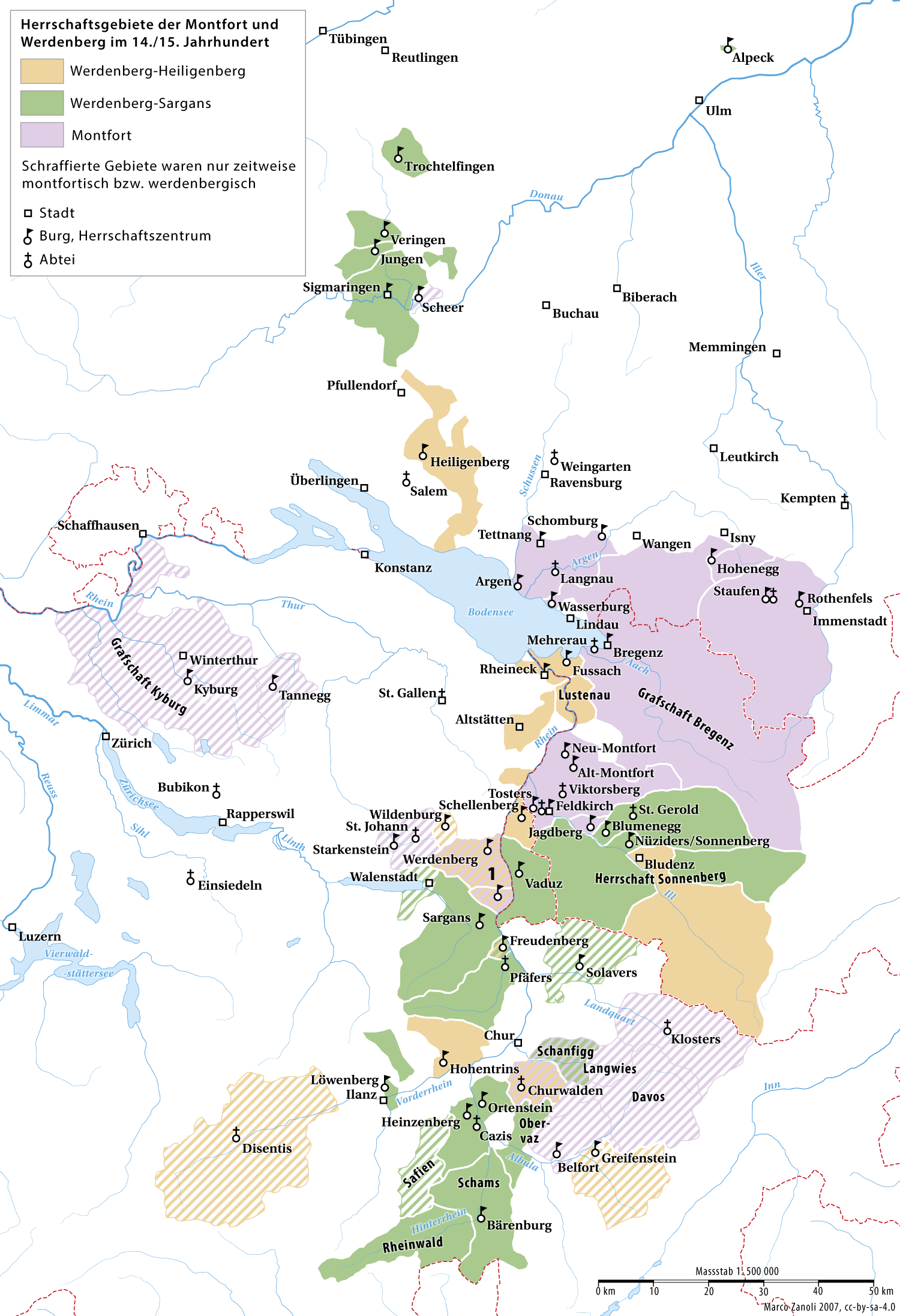
Besitz der Grafen von Werdenberg und Montfort im 14. Jahrhundert

Die Entstehung des Geschlechts der Grafen von Werdenberg lässt sich auf Pfalzgraf Hugo II. von Tübingen († 1182) zurückführen, der durch seine Heirat mit Gräfin Elisabeth von Bregenz, der Erbtochter des letzten Grafen von Bregenz, umfangreichen Besitz im Bodenseeraum und in Churrätien erwarb. Nach Hugos Tod ging dieses Erbe an seinen gleichnamigen zweiten Sohn über, der sich seit ca. 1200 nach seiner Burg Montfort nannte und als Hugo I. († 1228) die gräfliche Familie von Montfort begründete. Ihm gehörten die Grafschaften Tettnang, Bregenz, Feldkirch, Sonnenberg, Werdenberg und Sargans sowie Besitz in Churrätien.
Nach Hugos I. Tod verwalteten seine Söhne den Familienbesitz zunächst gemeinsam. Als Stammvater des Hauses Werdenberg gilt Rudolf I., obwohl erst sein Sohn Hartmann den Titel comes de Werdenberch (urkundlich seit 1259) führte. Nachdem sowohl Rudolf (bereits vor 1247) als auch sein jüngerer Bruder Hugo gestorben waren, erfolgte 1258 eine Aufteilung. Dabei erhielten Rudolfs Söhne Hugo I. und Hartmann I. den südlichen Teil des montfortischen Besitzes; mit ihnen verzweigte sich die Familie der Werdenberger in die Hauptlinien Werdenberg-Heiligenberg und Werdenberg-Sargans.

## Wappen

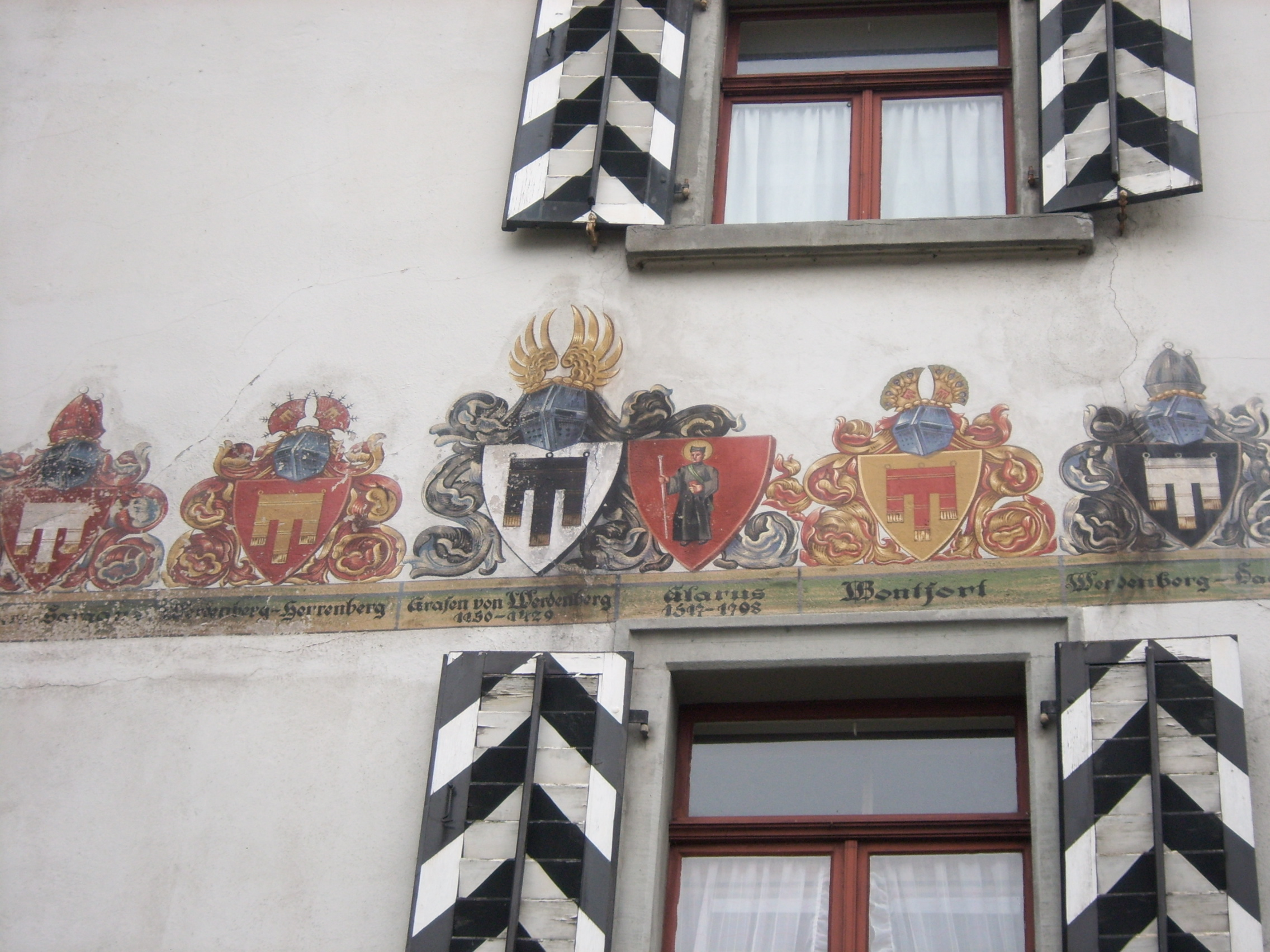
Wappen einiger Montforter Seitenlinien an einem Haus in Werdenberg

Das Wappen der verschiedenen Zweige der Werdenberger orientiert sich am Wappen der Pfalzgrafen von Tübingen, einer roten Fahne (Gonfanon; volkstümlich auch als Kirchenfahne bezeichnet) mit drei Hängeln und drei Ringen auf goldenem Grund.
Die Linie Werdenberg-Heiligenberg führte durch Beschluss von Hugo I. von Werdenberg 1277 in Silber eine schwarze Fahne, Werdenberg-Sargans in Rot eine silberne Fahne.
Das österreichische Bundesland Vorarlberg führt seit 1918 dieses Wappen in den Farben der Grafen von Montfort: rote Fahne auf silbernem Grund.

Wappen der Pfalzgrafen von Tübingen
Wappen der Grafen von Montfort und der Grafen von Werdenberg-Sargans
Wappen der Grafen von Werdenberg-Heiligenberg
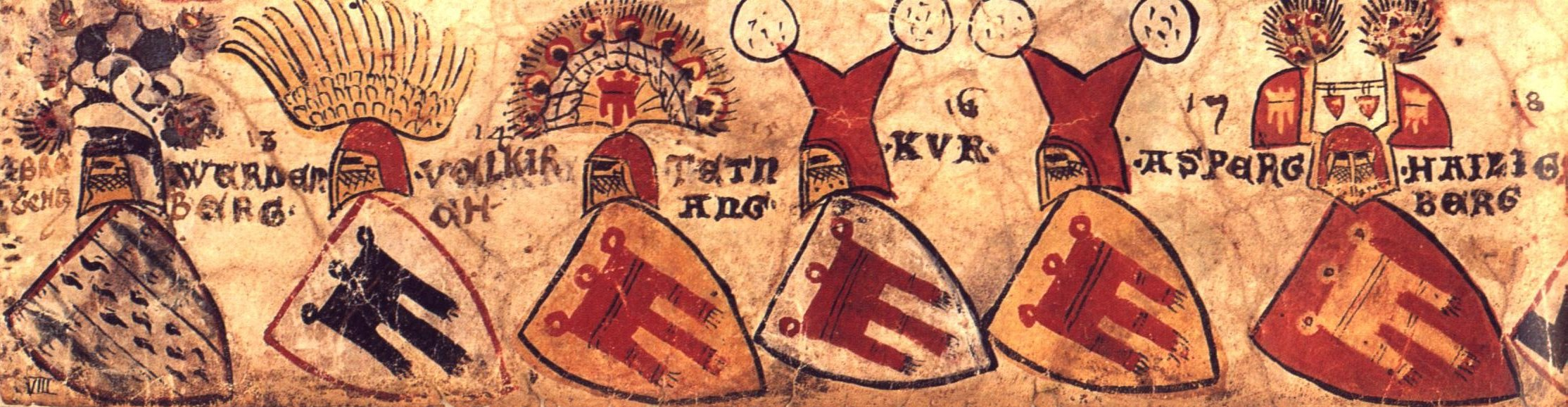
Wappen verschiedener Linien der Tübinger Pfalzgrafen

## Stammliste der Werdenberger
Abstammung (nach Bilgeri 1971)
- Hugo (II. von Tübingen; † 1182),
  - Rudolf (I. von Tübingen; † 1219)
  - Hugo (I. von Montfort, III. von Tübingen; † 1228); Gründungsvater der Grafen von Montfort
    - Rudolf I. (von Montfort/Werdenberg, † 1243), verh. mit Clementia von Kyburg; Gründungsvater der Grafen von Werdenberg
      - Hugo I. († 1280) → Werdenberg-Heiligenberg
        - Hugo II. († 1305)

      - Hartmann I. († um 1279) → Werdenberg-Sargans
        - Rudolf II. († 1322)

    - Heinrich I. von Montfort, († 1272); Bischof von Chur, Dominikaner
    - Friedrich (o.Z.)
    - Hugo (II. von Montfort; † 1257) → Montforter

### Grafen von Werdenberg-Heiligenberg

Werdenberg-Heiligenberg

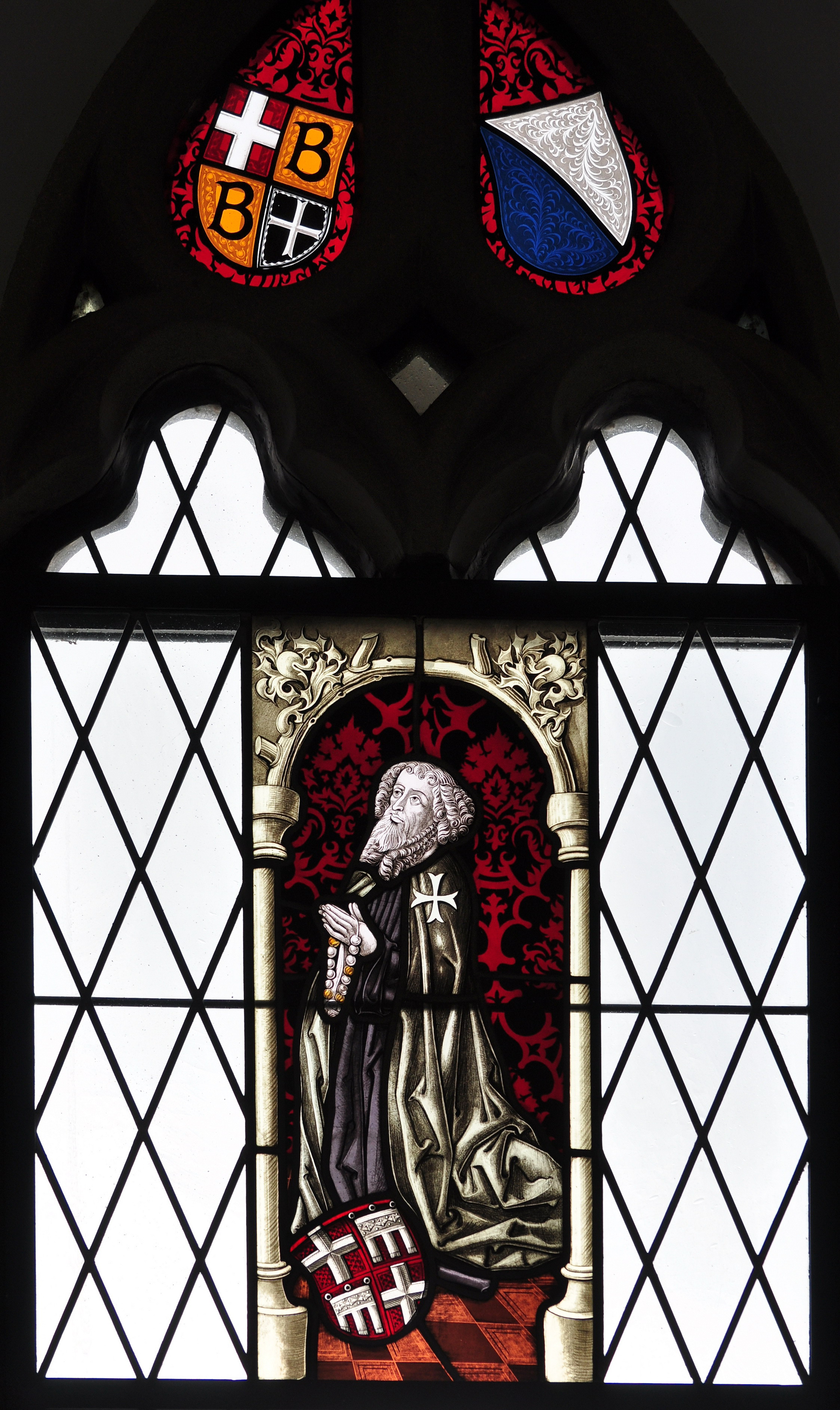
Graf Rudolf X. von Werdenberg, Grossprior des Johanniterordens, auf einem Fenster aus dem Jahr 1498 in der reformierten Kirche in Bubikon

Der Heiligenberger Zweig war der ältere Zweig der Werdenberger und besaß im Kern die Grafschaft Werdenberg, bestehend aus den heutigen schweizerischen Gemeinden Buchs und Grabs sowie dem oberen Thurtal bei Wildhaus. Auf der rechten Seite des Rheins gehörten ihnen die Herrschaften Schellenberg, Bludenz mit dem Montafon, der Hof Lustenau sowie in Graubünden die Vogtei über das Kloster Disentis.
Der Stammvater der Linie, Hugo I. († 1280), war eng mit Rudolf von Habsburg verbunden und konnte so 1274 die Landvogtei über Oberschwaben und Churwalden sowie 1277 die Grafschaft Heiligenberg erwerben. Graf Hugo III. fügte dem Besitz noch Burg und Stadt Rheineck, Hohentrins mit Tamins, Reichenau sowie durch seine Heirat mit Anna von Wildenberg die Herrschaften Freudenberg und Greifenstein hinzu. Die Werdenberger wurden als Nachfolger der Wildenberger auch Klostervögte des Reichsklosters Pfäfers mit der Vogtsburg Wartenstein.
Albrecht I. war 1327 Reichslandvogt um den Bodensee, 1331 auch der Länder Uri, Schwyz und Unterwalden. Er fügte dem Besitz die Reichsvogtei über Altstätten und das Rheintal und Wartau hinzu. Albrecht I. war in eine Fehde mit Graf Rudolf III. von Montfort-Feldkirch verwickelt, die den Niedergang des Geschlechts einläutete und den Habsburgern ermöglichte, im Vorarlberg Fuß zu fassen.
Die vier Enkel Albrechts I. teilten sich 1377/78 und 1387 das Erbe und begründeten vier Nebenlinien.

#### Nebenlinie Werdenberg
Hugo IV. erhielt Werdenberg und das obere Thurtal; diese Linie erlosch ca. 1390. Das Erbe ging an Heinrich III.

#### Nebenlinie Rheineck
Heinrich III. erhielt Rheineck, die Vogtei Rheintal, Hohentrins und die Vogtei über Disentis; der Sohn Heinrichs III., Rudolf II. wurde um 1395 in eine größere Auseinandersetzung um das Erbe der von Hugo IV. begründeten Seitenlinie hineingezogen, während der er praktisch seinen gesamten Besitz an Habsburg verlor. Er kämpfte deshalb in der Schlacht am Stoss an der Seite der Appenzeller. Sein Bruder gewann nach der Ächtung Friedrichs IV. von Habsburg-Tirol Heiligenberg.

#### Nebenlinie Bludenz
Graf Hugo I. war der erste Bludenzer Stadtherr. Zwischen 1222 und 1245 ließen die Grafen die Burg Bludenz erbauen. Albrecht III. erhielt zu Bludenz auch das Montafon; diese Linie erlosch im Mannesstamm mit seinem Tod im Jahr 1420. Den Besitz hatte Albrecht vor seinem Tod 1394 an die Habsburger verkauft. 1491 wurde die Burg durch einen Brand zerstört.

#### Nebenlinie Heiligenberg
Albrecht IV., der Heiligenberg, Wartau und Freudenberg erhalten hatte, blieb kinderlos. Er kämpfte 1395 an der Seite seines Neffen und Erben Rudolf II. und wurde in die Niederlage mit hineingezogen. Nachdem er Wartau und Freudenberg verloren hatte, enterbte er Rudolf II., weil dieser mit den Appenzellern paktiert hatte. 1413 verkaufte er Heiligenberg an die Habsburger.
Als letzter Vertreter der Grafen von Werdenberg-Heiligenberg verstarb 1428 Hugo V. aus der Nebenlinie Rheineck, dem nur das Reichslehen Heiligenberg als Besitz geblieben war. Durch die Ehe der Gräfin Anna von Werdenberg-Heiligenberg mit Graf Friedrich II. von Fürstenberg kam Heiligenberg 1535 an die Fürstenberger, die es bis heute besitzen.

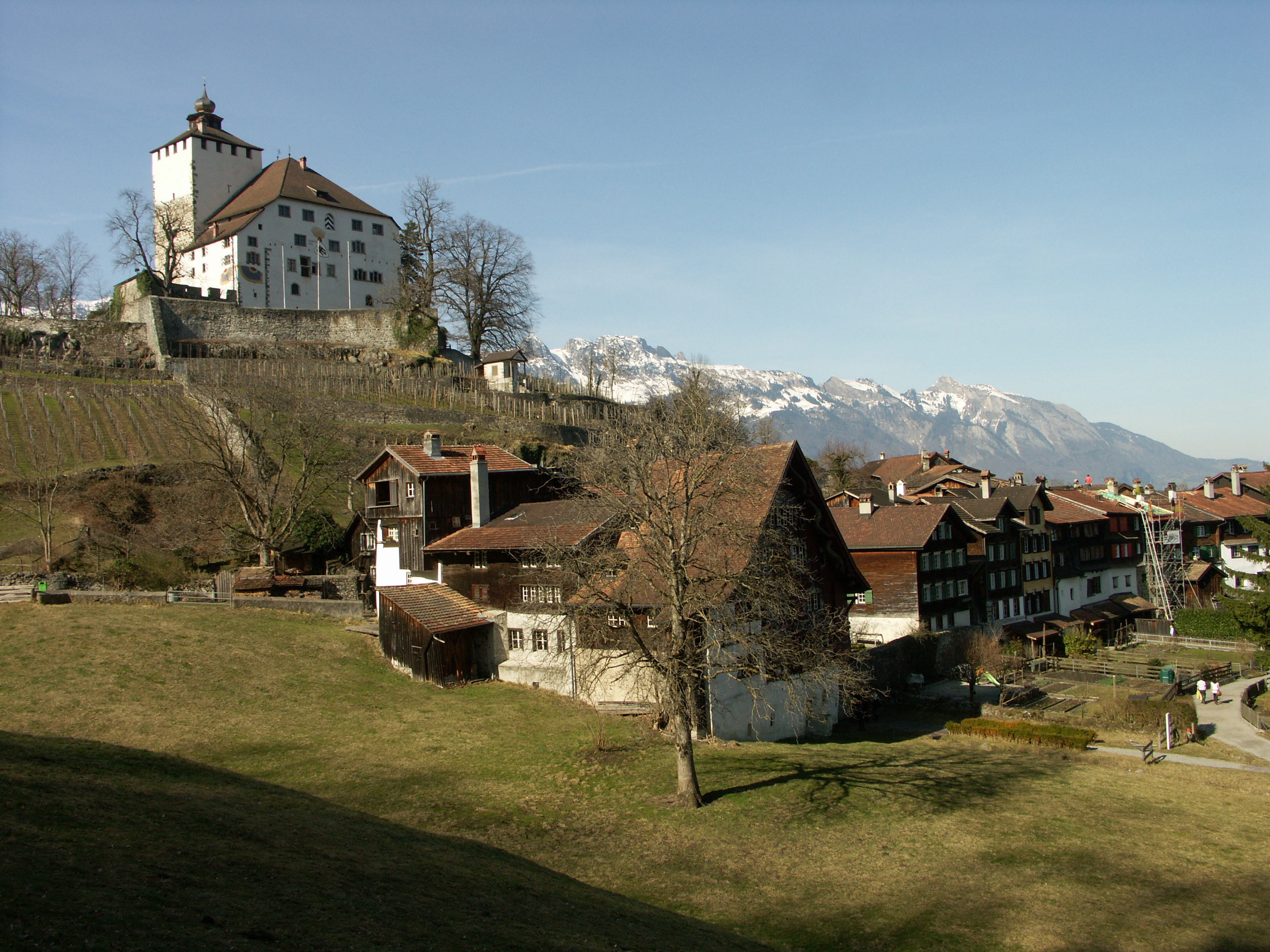
Schloss Werdenberg
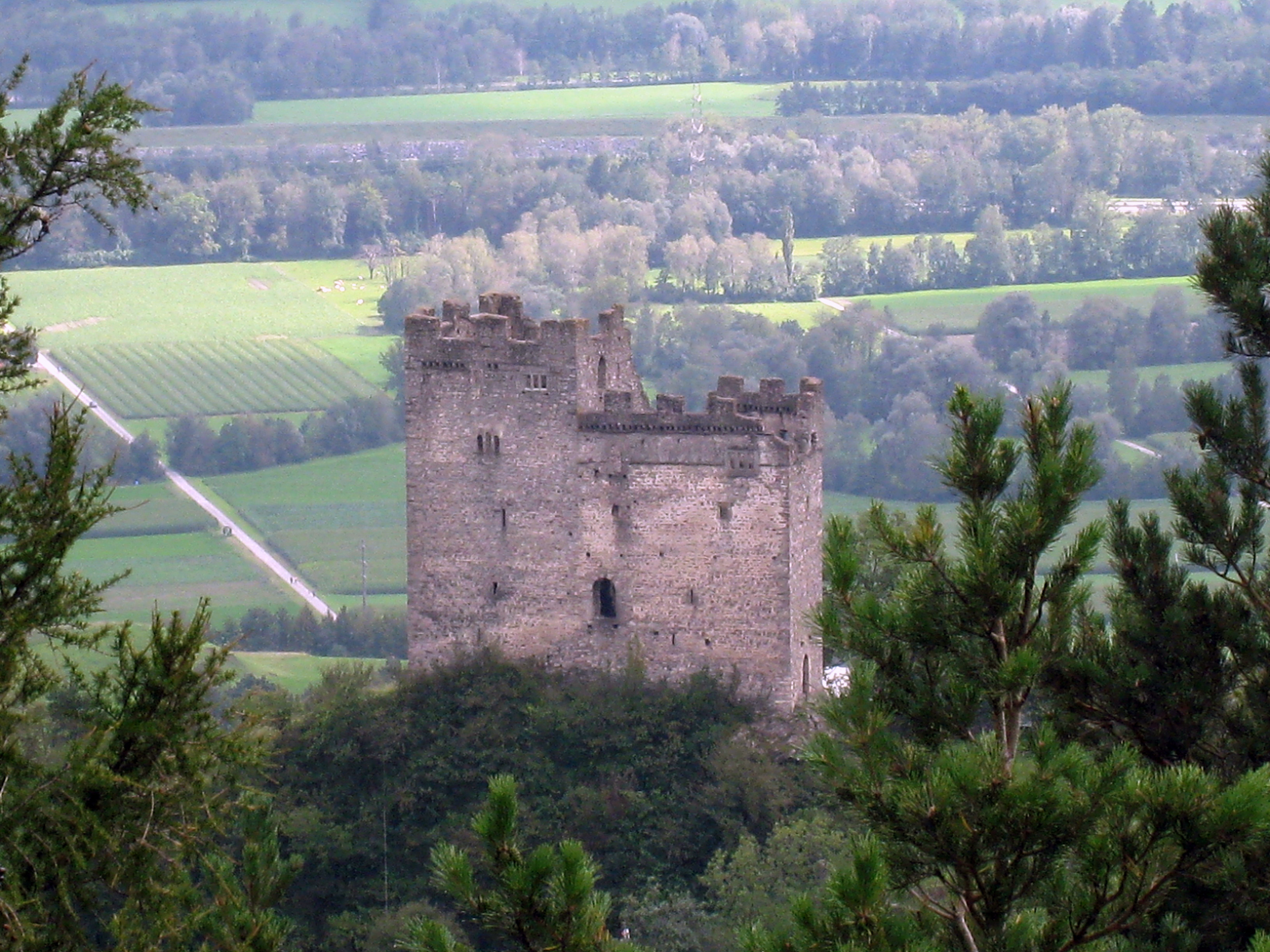
Burg Wartau
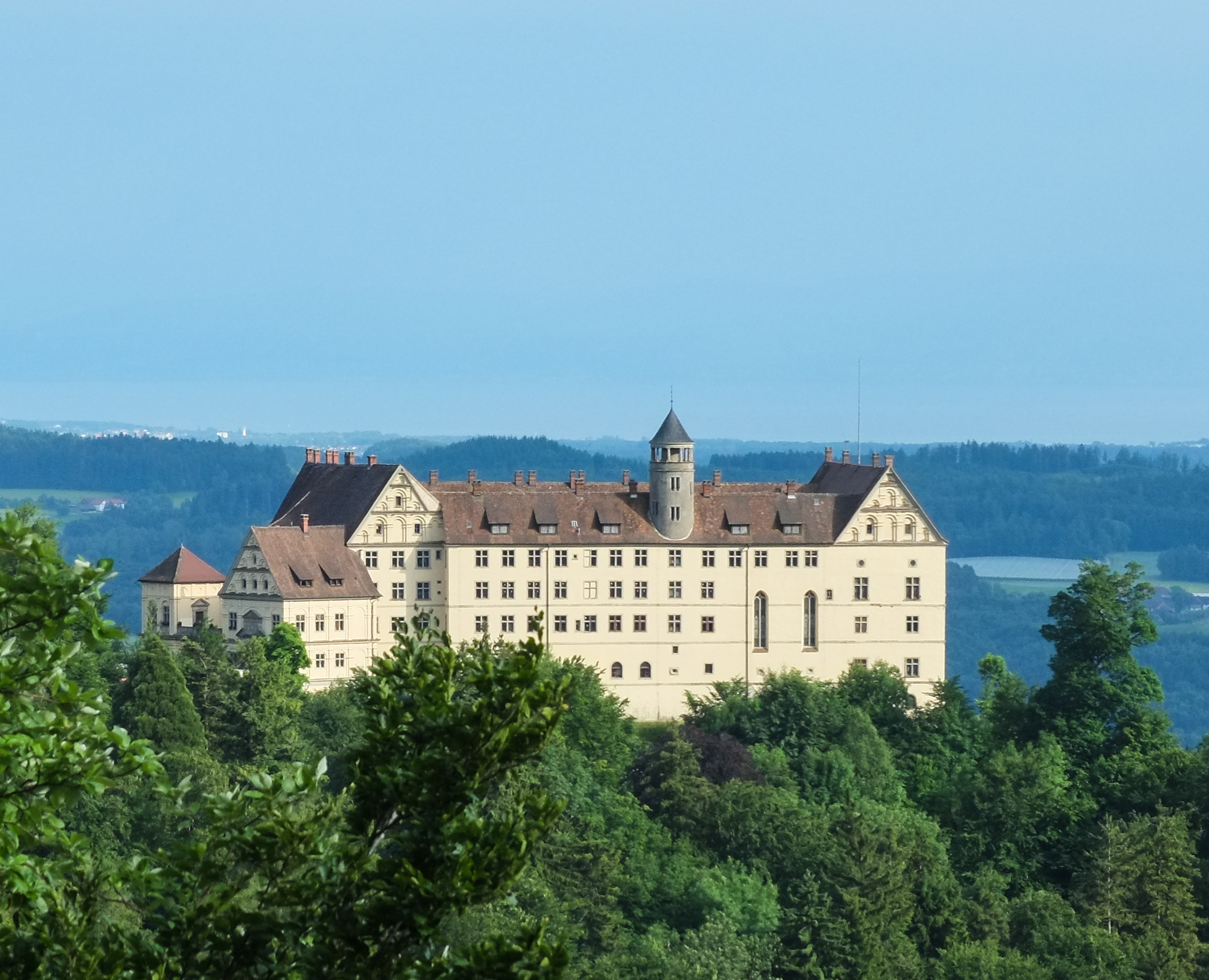
Schloss Heiligenberg

### Grafen von Werdenberg-Sargans

Werdenberg-Sargans

Das Kernland der Grafen von Werdenberg-Sargans, deren Stammvater Hartmann I. war, umfasste die Grafschaft Sargans, die Herrschaft Vaduz, Sonnenberg-Nüziders sowie Blumenegg im Walgau (mit Burg Blumegg). Hartmanns Sohn Rudolf II. (ca. † 1322) gelang es, den Besitz erheblich zu vergrößern: Durch seine Heirat mit Adelheid von Burgau erhielt er 1289 die Herrschaft Alpeck, später erwarb er die Herrschaft Schmalegg sowie die Vogtei über das Kloster Pfäfers.
Nachdem Rudolfs II. Söhne zunächst gemeinsam regierten, schlossen sie am 3. Mai 1342 in Sargans einen Teilungsvertrag, so dass sich auch die Linie Werdenberg-Sargans in mehrere Nebenlinien verzweigte.
1338 kam Schloss Ortenstein zusammen mit den anderen Gütern im Domleschg, der Bärenburg u. a. durch Heirat der Ursula von Vaz mit Graf Rudolf an die Grafen von Werdenberg-Sargans.
1455 verkauften Jörg (Georg) Graf von Werdenberg-Sargans (ca. 1427–1504) und dessen Bruder Wilhelm die Feste und Herrschaft Sonnenberg an Eberhard I. aus dem Haus Waldburg, Jörgs späteren Schwiegervater. 1483 erwarben die eidgenössischen sieben alten Orte die Grafschaft Sargans, die dadurch Untertanenland der Eidgenossen wurde. Nach dem Tod des Grafen Georg von Werdenberg-Sargans 1505 wurde Ortenstein als bischöflich-churisches Lehen eingezogen.

#### Nebenlinie Vaduz

Werdenberg-Vaduz

Hartmann III. († 1354) erhielt Vaduz, Sonnenberg-Nüziders, Blumenegg und Besitzungen im Prättigau.

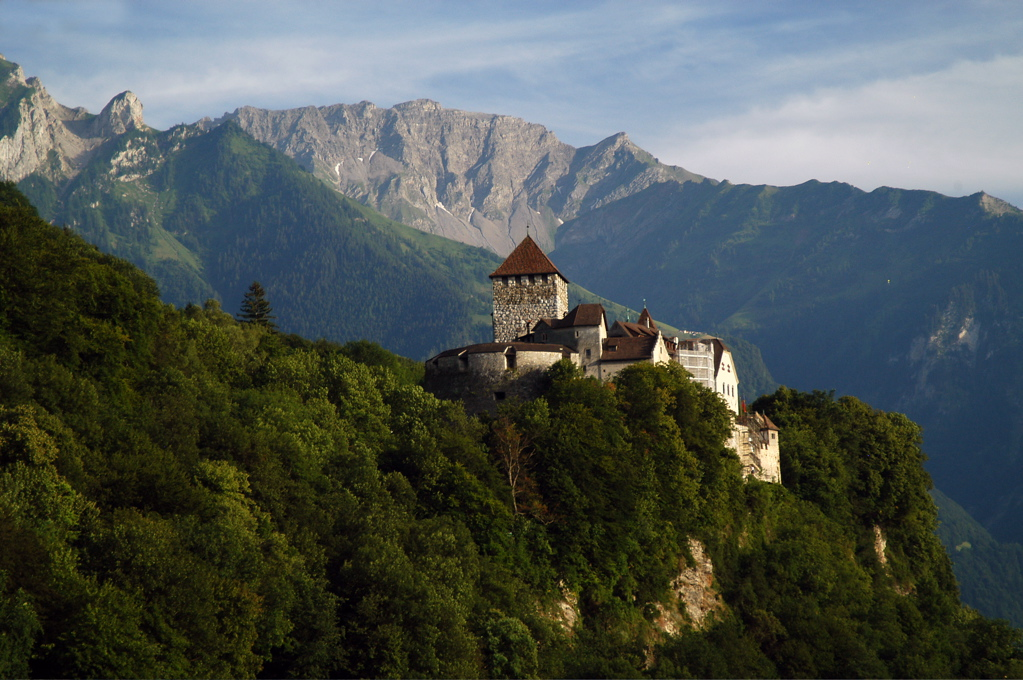
Schloss Vaduz
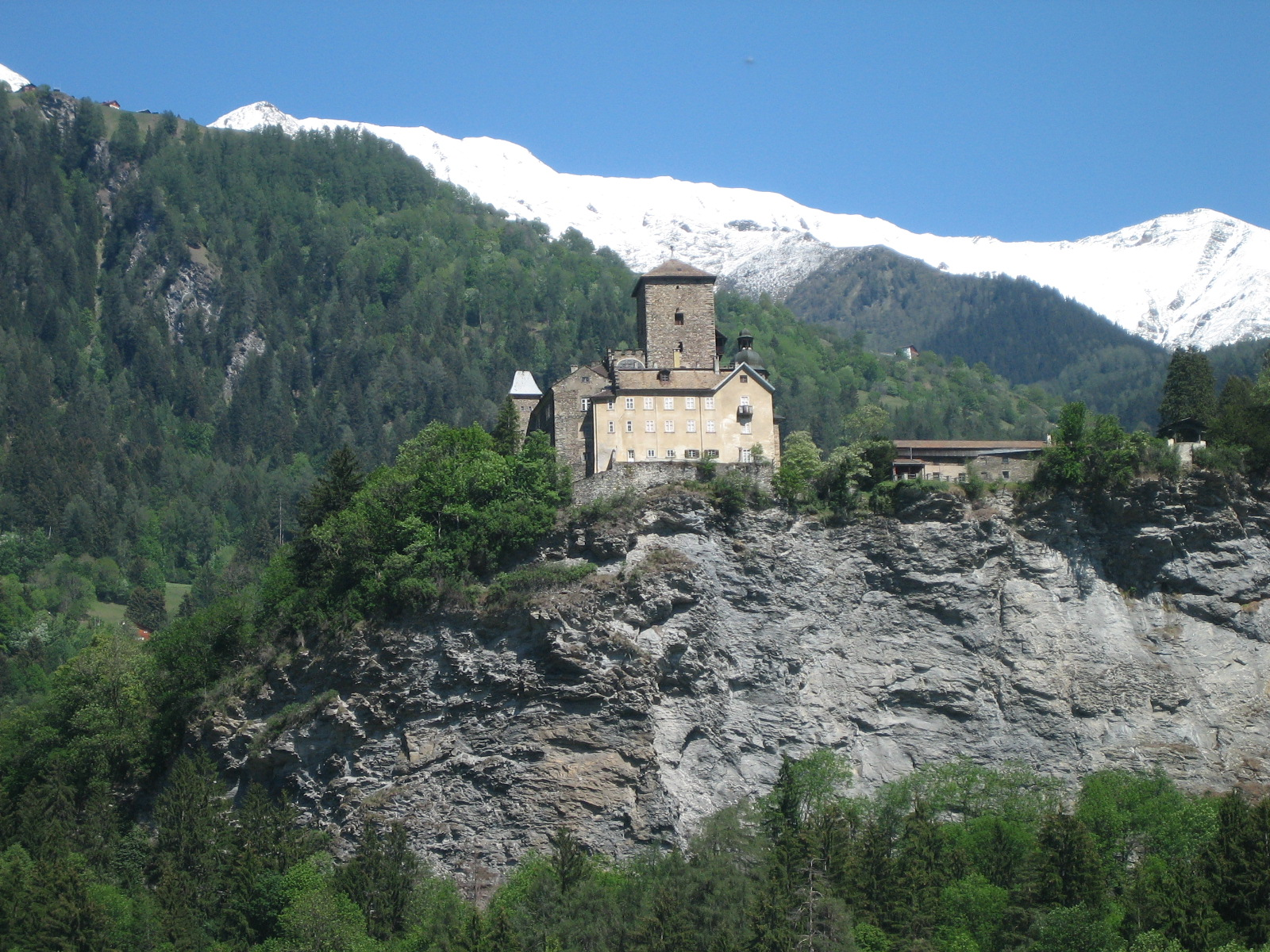
Schloss Ortenstein

#### Nebenlinie Sargans-Vaz

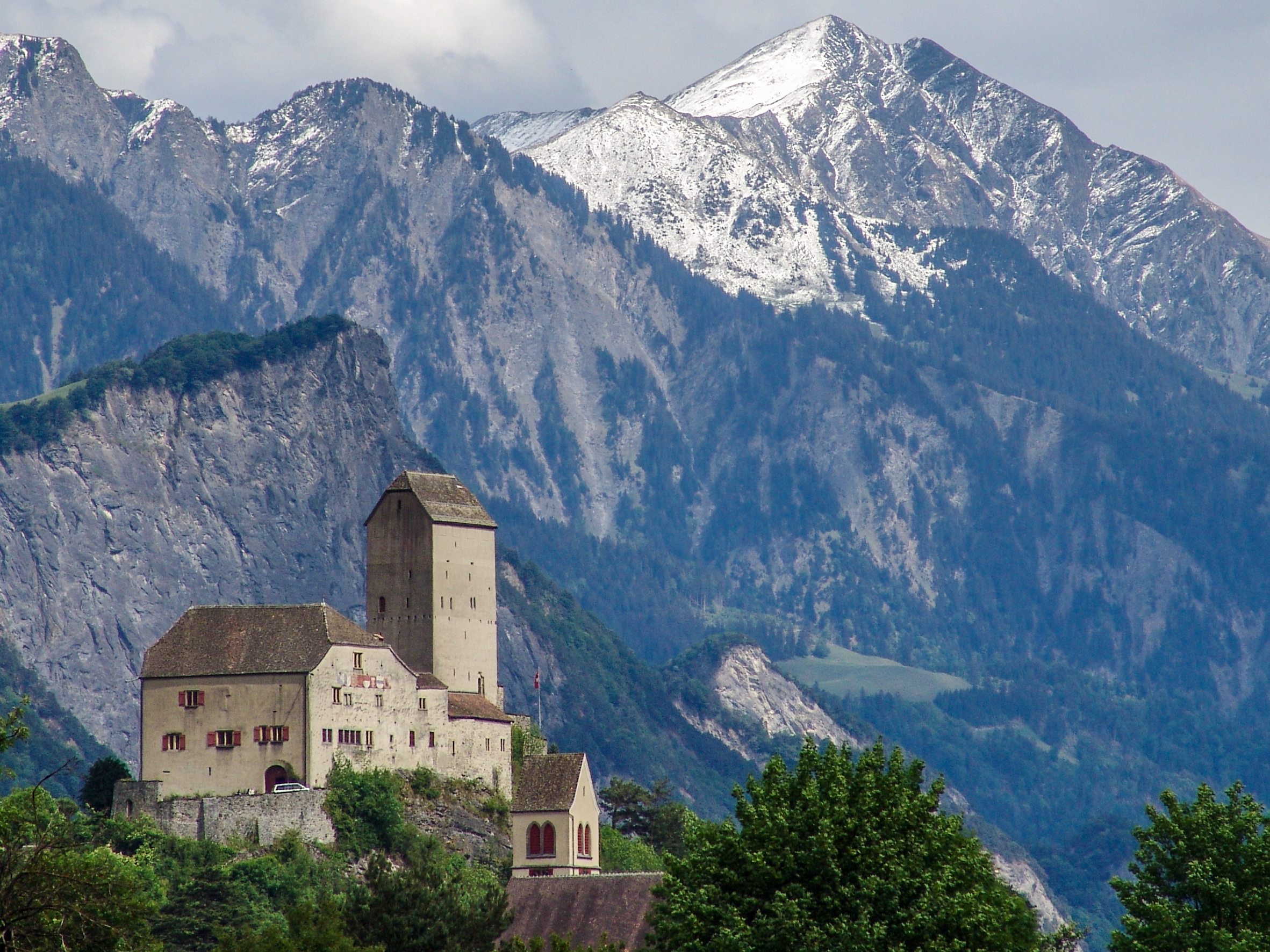
Schloss Sargans

Rudolf IV. († ca. 1361) erhielt die Grafschaft Sargans, die Vogtei Pfäfers und das habsburgische Pfand über die Grafschaft Laax. 1338 erbte er über seine Frau Ursula von Vaz das obere und das mittlere Domleschg, die Grafschaft Schams mit Rheinwald, die Täler Safien und Schanfigg sowie Obervaz mit Stürvis und Mutten. Sein Sohn, Johann I., war am Krieg der Habsburger gegen Glarus beteiligt und wurde durch den Erbfolgekrieg um die Nebenlinie Werdenberg-Heiligenberg-Rheineck 1395 finanziell ruiniert, so dass er 1396 Sargans an Habsburg verpfänden musste. Erst sein Sohn Heinrich II. (ca. † 1447) löste 1436 das Pfand wieder aus, musste jedoch Nidberg und Walenstadt den Habsburgern überlassen. Graf Georg erbte von seiner Frau, Anna von Rhäzüns, 1459 umfangreiche Besitzungen der Freiherren von Rhäzüns in Graubünden, musste jedoch in einem Erbstreit mit den Grafen von Zollern die Herrschaft Rhäzüns wieder abgeben. Da er kinderlos blieb, verkaufte er zwischen 1463 und 1483 alle seine Besitzungen, zuletzt 1483 die Grafschaft Sargans an die Eidgenossen. Er verstarb in Reichsacht als letzter seiner Linie 1504 auf der Burg Ortenstein.

#### Nebenlinie Alpeck

Werdenberg-Alpeck (Wappen ?)

Heinrich III. (I. in der Zählung der Nebenlinie; † ca. 1332) begründete diese Linie. Nachdem er anlässlich seiner Heirat mit Agnes von Württemberg 1316 die Herrschaft Trochtelfingen erhalten hatte, konzentrierte er sich auf die Besitzungen nördlich des Bodensees. Als einziger Graf aus den Familien Werdenberg und Montfort stellte er sich in den durch die Doppelwahl 1314 ausgelösten Kämpfen auf die Seite Ludwigs des Bayern, der ihn dafür zum Landvogt in Oberschwaben ernannte. Seine Tochter Adelheid († 1365) heiratete Ulrich III. Vogt von Marienberg und Matsch (Urgroßvater des Gaudenz von Matsch). Seine Söhne, beim Sarganser Vertrag nicht anwesend, teilten 1349 den schwäbischen Besitz: Heinrich II. erhielt Alpeck, das seine Nachkommen bis 1385 an die Reichsstadt Ulm verkauften; diese Linie erlosch 1415. Eberhard I. († 1383) begründete die Nebenlinie Trochtelfingen.

##### Nebenlinie Sigmaringen mit Trochtelfingen

Werdenberg-Sigmaringen

Werdenberg-Trochtelfingen

- Eberhard I. Graf von Werdenberg-Sargans († 1383) war Herr zu Aislingen, Alpeck, Langenau, Schmalegg, Trochtelfingen, Erpfingen, Suhlheim u. Ringingen und Hauptmann in Burgau für die Herzöge von Österreich, Er war mit Sophie, der Erbtochter von Walter dem Jüngeren von Geroldseck auf Lahr verheiratet.
- Sein Sohn, Eberhard II. Graf von Werdenberg-Sargans († 1416) auf Aislingen, Bludenz, Schmainegg, Sennwald erhielt 1399 von Württemberg pfandweise die Herrschaft Sigmaringen und die obere Grafschaft Veringen, zehn Jahre später auch die untere Grafschaft. Er war verheiratet mit Anna, einer Tochter des Freiherrn Johann von Zimmern.
- Johann IV. Graf von Werdenberg-Sargans († 27. April 1465) ein Sohn von Eberhard II. war Herr auf Sigmaringen u. Aislingen und wurde 1434 Reichsgraf zu Heiligenberg. Er war seit 1428 mit Elisabeth († nach 1475) einer Tochter von Eberhard Graf von Württemberg und der Elisabeth Gräfin von Hohenzollern verheiratet. Bis 1421 gelang der Erwerb der Herrschaft Jungnau, die das Gebiet an Donau und Lauchert abrundete, dafür wurde die Herrschaft Schmalegg 1413 an die Stadt Ravensburg verkauft. 1434 beerbten die gemeinsam regierenden Grafen Heinrich XII., Johann IV. und Eberhard IV., Enkel von Eberhard I., die Linie Werdenberg-Heiligenberg. Nach Heinrichs Tod wurde 1441 geteilt. Eberhard IV. erhielt die Allodien Trochtelfingen und Jungnau, Johann IV. das Reichslehen Heiligenberg sowie die Pfänder Sigmaringen und Veringen, die er 1460 in Reichslehen umwandeln konnte. Nachdem Johann IV. 1465 gestorben war und der kinderlose Eberhard IV. auf seine Ansprüche verzichtete, verfügten die drei erbberechtigten Söhne Johanns wieder gemeinsam über den Besitz. Sigmaringen und Trochtelfingen wurden als Residenzstädte ausgebaut. Von Johann IV. Söhnen setzte Georg den Stamm fort, Johann V. war seit 15. Mai 1469 Bischof zu Augsburg und Reichsfürst († 23. Februar 1486, begraben im Dom zu Augsburg), Rudolf war Oberster Meister und Landkomtur des Johanniterordens zu Heitersheim im Breisgau († 1505)
- Georg Graf von Werdenberg-Sargans auf Sigmaringen, Aislingen, Jungnau u. Trochtelfingen Reichsgraf zu Heiligenberg († 12. Mai 1500) heiratete am 15. Februar 1464 Katharina († 1500); eine Tochter von Karl Markgraf von Baden und der Katharina Erzherzogin von Österreich. Diese Nebenlinie Werdenberg-Heiligenberg-Sigmaringen-Trochtelfingen wurde – ähnlich wie die Grafen von Werdenberg-Heiligenberg – in eine Auseinandersetzung mit anderen rivalisierenden Adelsgeschlechtern hineingezogen, die Werdenbergfehde.
- Christoph Graf von Werdenberg-Sargans auf Jungingen und Trochtelfingen Reichsgraf zu Heiligenberg († 29. Jänner 1534) war in erster Ehe seit 30. März 1500 mit Eleonora Barbara Gonzaga, einer Tochter des Johann Franz Gonzaga, Grafen zu Sabbioneta und seit 1526 in zweiter Ehe mit Johanna († 1536) eine Tochter des Philipp von Witthem auf Bautershem u. Beersel verheiratet. Mit Graf Christoph starb dieses Haus  1534 im Mannesstamm aus.[4] Seine Schwester Agnes von Werdenberg heiratete Schenk Christoph von Limpurg-Gaildorf (Schenken von Limpurg).[5] Graf Christoph von Werdenberg war Vormund der Tochter der Schwester, Barbara von Wertheim, geb. Schenkin von Limpurg, deren Sohn Michael III. von Wertheim († 1556) auf seinem Epitaph in der Evangelischen Kirche Sandbach das Wappen der Grafen von Werdenberg als Verwandtschaftsnachweis dargestellt hat. Die Eigengüter und Heiligenberg gingen durch die Ehe der Gräfin Anna von Werdenberg-Heiligenberg mit Graf Friedrich zu Fürstenberg 1535 an das Haus Fürstenberg, das Schloss Heiligenberg samt Grundbesitz bis heute hält. Sigmaringen, als erledigtes Reichslehen, wurde neu an die Grafen von Zollern vergeben, deren Nachfahren dort ebenfalls bis heute ansässig sind.

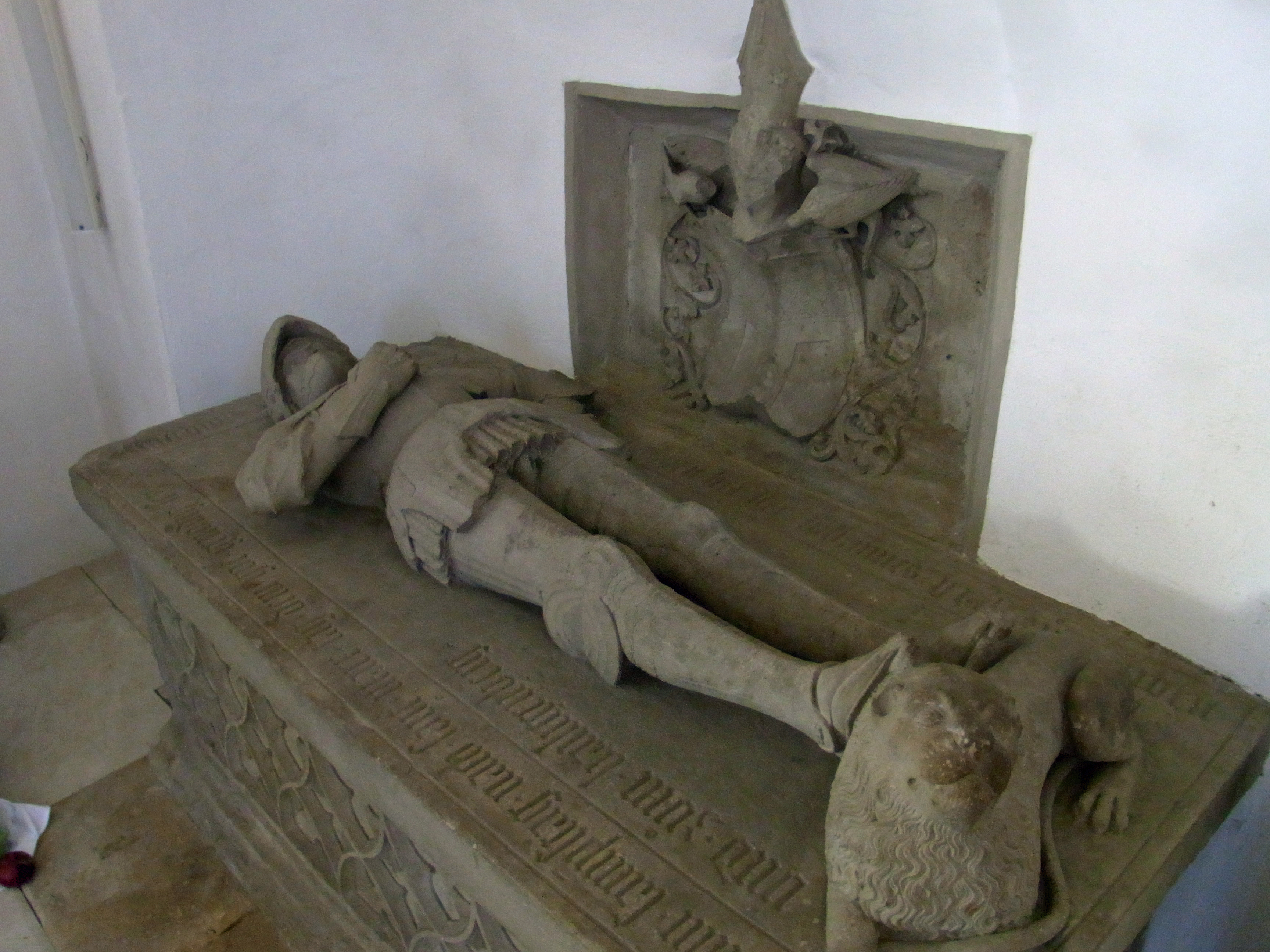
Tumba Johann von Werdenberg † 1465 in der St.-Martins-Kirche Trochtelfingen

## Persönlichkeiten
- Hartmann I. von Werdenberg († um 1271), Stammvater der Grafen von Werdenberg-Sargans
- Hugo I. von Werdenberg-Heiligenberg († 1280)
- Hugo II. von Werdenberg-Heiligenberg der Einäugige († 1305 oder 1309)
- Rudolf II. von Werdenberg-Sargans († 1322/23)
- Hartmann III. von Werdenberg-Sargans († 1354), Graf aus dem Geschlecht Werdenberg
- Rudolf VI. von Werdenberg-Sargans (1344–1367), Graf aus dem Geschlecht Werdenberg
- Hartmann II. (1388–1416), Bischof von Chur
- Albrecht III. von Werdenberg-Heiligenberg-Bludenz (gest. 1420), letzter Graf von Bludenz
- Rudolf II. von Werdenberg-Rheineck (* um 1370; † um 1420)
- Heinrich V. von Werdenberg-Sargans (* um 1345; † 1397), gilt als der dritte Graf der Grafschaft Vaduz
- Agnes von Werdenberg-Trochtelfingen († 1474)
- Johann III. von Werdenberg († 1465)
- Margarete von Werdenberg (* 1436/37; † 1496), Äbtissin des freiweltlichen Damenstifts Buchau
- Anna von Werdenberg († 1497), Äbtissin des freiweltlichen Damenstifts Buchau
- Georg von Werdenberg († 1500)
- Jörg von Werdenberg (1425–1504), in Sargans[6]
- Johann II. von Werdenberg (~1430–1486), Bischof von Augsburg
- Hugo XI. von Werdenberg (um 1440–1508), erster Hauptmann des Schwäbischen Bundes
- Rudolf von Werdenberg († 1505), Großprior des deutschen Johanniterordens
- Felix von Werdenberg († 1530), Mörder des Andreas von Sonnenberg